# کیم ویتلی
کیم ویتلی (به انگلیسی: Kym Whitley) (زاده ۷ ژوئن ۱۹۶۱) بازیگر، کمدین آمریکایی است.
از فیلم‌های معروف او می‌توان به بازی در فیلم و سپس پولی آمد، شما مردم و مطب دام‌پزشکی اشاره کرد.